# (2682) Soromundi
(2682) Soromundi es un asteroide perteneciente al cinturón de asteroides, descubierto el 25 de junio de 1979 por Eleanor F. Helin y el también astrónomo Schelte John Bus desde el Observatorio de Siding Spring, Nueva Gales del Sur, Australia.

## Designación y nombre
Designado provisionalmente como 1979 MF4. Fue nombrado Soromundi en homenaje a la palabra latina "Soromundi" (hermana del mundo) refiriéndose a la organización mundial YWCA.